# Monte (Funchal)
Monte, al principi designada Nossa Senhora do Monte, és una freguesia del municipi de Funchal, amb 18,65 km² d'àrea i 6.701 habitants (2011). La densitat poblacional n'és de 399,1 hab/km². Es troba en una latitud 32.667 (32°40') nord i en una longitud 16.9 (16°54') oest. La freguesia comprén alguns vessants al nord de l'amfiteatre de Funchal, a una altitud compresa entre els 314 m i els 1.300 m d'altitud de Poiso.
La carretera principal connecta Funchal i Faial.
La zona central de Monte se situa a la zona de Largo da Fonte (~540 metres alt.) i al voltant. En aquesta àrea és la famosa església de Nostra Senyora de Monte, el punt de partida dels tradicionals cotxes de vímet, els magnífics jardins de monte i l'antiga estació ferroviària que servia la població en el trajecte que connectava el pla de Funchal amb Terreiro da Luta.

## Història
La freguesia de Nossa Senhora do Monte es creà al 1565.
Al llarg de la segona meitat del segle xix, esdevingué, com Sintra per influència germànica de Ferran II de Portugal, un refugi romàntic per a les famílies riques de Funchal, que a l'estiu preferien un clima més fresc. Daten d'aquesta època les incomptables “finques de lleure” -cases envoltades de jardins i parc, i una vista enlluernadora sobre la badia de Funchal- que distingeixen la freguesia.
És el cas de la Finca Jardins do Imperador, darrera residència de Carles I d'Àustria, que va escollir viure a Monte l'exili a què el dugué la caiguda de l'Imperi austrohongarés. La finca, llavors, es deia Quinta Cossart, nom d'un propietari anterior, i fou cedida a la família imperial en l'exili per la família Roca Machado que l'havia adquirit.
L'emperador està sepultat a l'església de Nossa Senhora do Monte. El cor, seguint la tradició, està dipositat en terres de l'imperi.
La connexió de Monte amb l'Imperi austrohongarés es replega en La cort del nord, d'Agustina Bessa-Luís, passat al cinema per João Botelho.
Com a Sintra, també Monte ha atret artistes, i alguns hi visqueren en algunes finques.
A pintora Martha Telles passà estius a la finca de la família, amb António da Cunha Telles, cineasta. Agustina Bessa-Luís ho descriu en Martha Telles, el castell d'aniràs i no tornaràs.
Lurdes de Castro va viure també a la Quinta Cossart, per cortesia del govern de Madeira, que la va comprar als antics propietaris.
El poeta Herberto Hélder és un altre dels grans noms relacionats amb Monte.
A partir del 1850, sorgeix una nova forma de transportar ràpidament les persones riques de Monte a Funchal: els cotxes de cistella de Monte, de vímet, sobre patins de fusta revestits de cuir, lliscant, per la força de la gravetat i controlats amb cordes per dos conductors a peu, els “carreiros”: 3 km d'aventura.
A finals del segle xix, entra en funcionament el ferrocarril de <b>Monte</b>, més tard perllongat fins a Terreiro da Luta (a prop de 850 m d'altitud). Va ser desactivat durant la Segona Guerra Mundial però, encara hui, el camí del Tren li deu el nom. I una dels personatges principals d'El basar alemany d'Helena Marques continua a fer-lo servir.
Actualment, la connexió també s'assegura amb telefèric.
Winston Churchill sempre va preferir, per a les seues aquarel·les, els paisatges de Câmara de Lobos.
El 15 d'agost de 2017, durant les festes de la patrona, Nossa Senhora do Monte, un roure gros va caure sobre el Largo da Fonte: matà tretze persones i en ferí cinquanta.

## Població
| Població de la freguesia de Monte | Població de la freguesia de Monte | Població de la freguesia de Monte | Població de la freguesia de Monte | Població de la freguesia de Monte | Població de la freguesia de Monte | Població de la freguesia de Monte | Població de la freguesia de Monte | Població de la freguesia de Monte | Població de la freguesia de Monte | Població de la freguesia de Monte | Població de la freguesia de Monte | Població de la freguesia de Monte | Població de la freguesia de Monte | Població de la freguesia de Monte |
| --------------------------------- | --------------------------------- | --------------------------------- | --------------------------------- | --------------------------------- | --------------------------------- | --------------------------------- | --------------------------------- | --------------------------------- | --------------------------------- | --------------------------------- | --------------------------------- | --------------------------------- | --------------------------------- | --------------------------------- |
| 1864                              | 1878                              | 1890                              | 1900                              | 1911                              | 1920                              | 1930                              | 1940                              | 1950                              | 1960                              | 1970                              | 1981                              | 1991                              | 2001                              | 2011                              |
| 2 278                             | 2 760                             | 2 707                             | 3 330                             | 3 977                             | 4 086                             | 5 382                             | 7 297                             | 9 332                             | 6 208                             | 7 053                             | 7 523                             | 8 033                             | 7 444                             | 6 701                             |

Amb llogarets d'aquesta freguesia es creà pel decret llei núm. 40.421, de 06/12/1955, la freguesia d'Imaculado Coraçâo de Maria.
| Distribució de la població per grups d'edat | Distribució de la població per grups d'edat | Distribució de la població per grups d'edat | Distribució de la població per grups d'edat | Distribució de la població per grups d'edat | Distribució de la població per grups d'edat | Distribució de la població per grups d'edat | Distribució de la població per grups d'edat | Distribució de la població per grups d'edat | Distribució de la població per grups d'edat |
| ------------------------------------------- | ------------------------------------------- | ------------------------------------------- | ------------------------------------------- | ------------------------------------------- | ------------------------------------------- | ------------------------------------------- | ------------------------------------------- | ------------------------------------------- | ------------------------------------------- |
| Ano                                         | 0-14 Anos                                   | 15-24 Anos                                  | 25-64 Anos                                  | > 65 Anos                                   |                                             | 0-14 Anos                                   | 15-24 Anos                                  | 25-64 Anos                                  | > 65 Anos                                   |
| 2001                                        | 1 311                                       | 1 225                                       | 3 890                                       | 1 018                                       |                                             | 17,6%                                       | 16,5%                                       | 52,3%                                       | 13,7%                                       |
| 2011                                        | 862                                         | 818                                         | 3 655                                       | 1 366                                       |                                             | 12,9%                                       | 12,2%                                       | 54,5%                                       | 20,4%                                       |

Mitjana del País en el cens de 2001: 0/14 Anys-el 16,0%; 15/24 Anys-el 14,3%; 25/64 Anys-el 53,4%; 65 i més Anys-el 16,4%
Mitjana del País en el cens de 2011: 0/14 Anys-el 14,9%; 15/24 Anys-el 10,9%; 25/64 Anys-el 55,2%; 65 i més Anys-el 19,0%

## Rodalia
A més a més dels famosos jardins, cotxes de cistella i de l'església de Nossa Senyora de Monte, destaquen als vessants de Monte algunes finques amb bells jardins de flora exòtica, algunes d'obertes al públic. Al voltant de la plaça das babosas es troben els terminals del telefèric que connecten Monte amb la plana de Funchal i al Jardí Botànic. Monte és, també, d'on ixen rutes cap a Camacha, passant per Curral dos Romeiros.

## Geografia
Monte es troba al vessant de Funchal, limitada a l'est per la vall de la riba de João Gomes (tot i que el contrafort contrari a aquesta vall a partir del Curral dos Romeiros pertanga a aquesta freguesia) i a l'oest per la vall de Fundoa. L'altitud augmenta amb pendent considerable des de la cota dels 300 m fins als 1.300 m d'altitud. Aquesta topografia costeruda amb petites valls de pendents aguts i barrancs alts, junt amb la construcció de cases en indrets perillosos, obstrucció de cursos d'aigua i la degradació de l'àrea forestal en les cotes més altes, ha contribuït perquè Monte haja sofert catàstrofes naturals com ara al·luvions que, per exemple, l'any 2010 van provocar morts i ferits, i ensulsiada de cases i carreteres. A l'estiu, en onades de calor, les zones forestals pateixen molts incendis forestals.

## Clima
En ser una freguesia amb grans variacions d'altitud, presenta microclimes depenent de l'indret: per exemple, a l'àrea central de la freguesia al Largo da Fonte (~600m alt.), hi ha un clima temperat oceànic, amb temperatures de 3 a 5 graus inferiors a les de Funchal, i uns 2.500 mm de pluja anuals, un dels nivells més alts de precipitació de l'illa. A l'estiu, Monte sofreix l'anomenat "efecte barret" de Funchal, un fenomen en què al matí s'acumula nebulositat a Monte i als altres pendents de l'amfiteatre de Funchal, i avança a poc a poc cap a la mar, fins a dissipar-se en arribar la nit. A l'estiu la temperatura mitjana ronda els 19 °C. A l'hivern, l'altitud dels núvols es troba sovint en aquesta cota, i hi ha molts dies de boira. La temperatura mitjana baixa cap als 14 °C i la precipitació és molt alta.

## Galeria

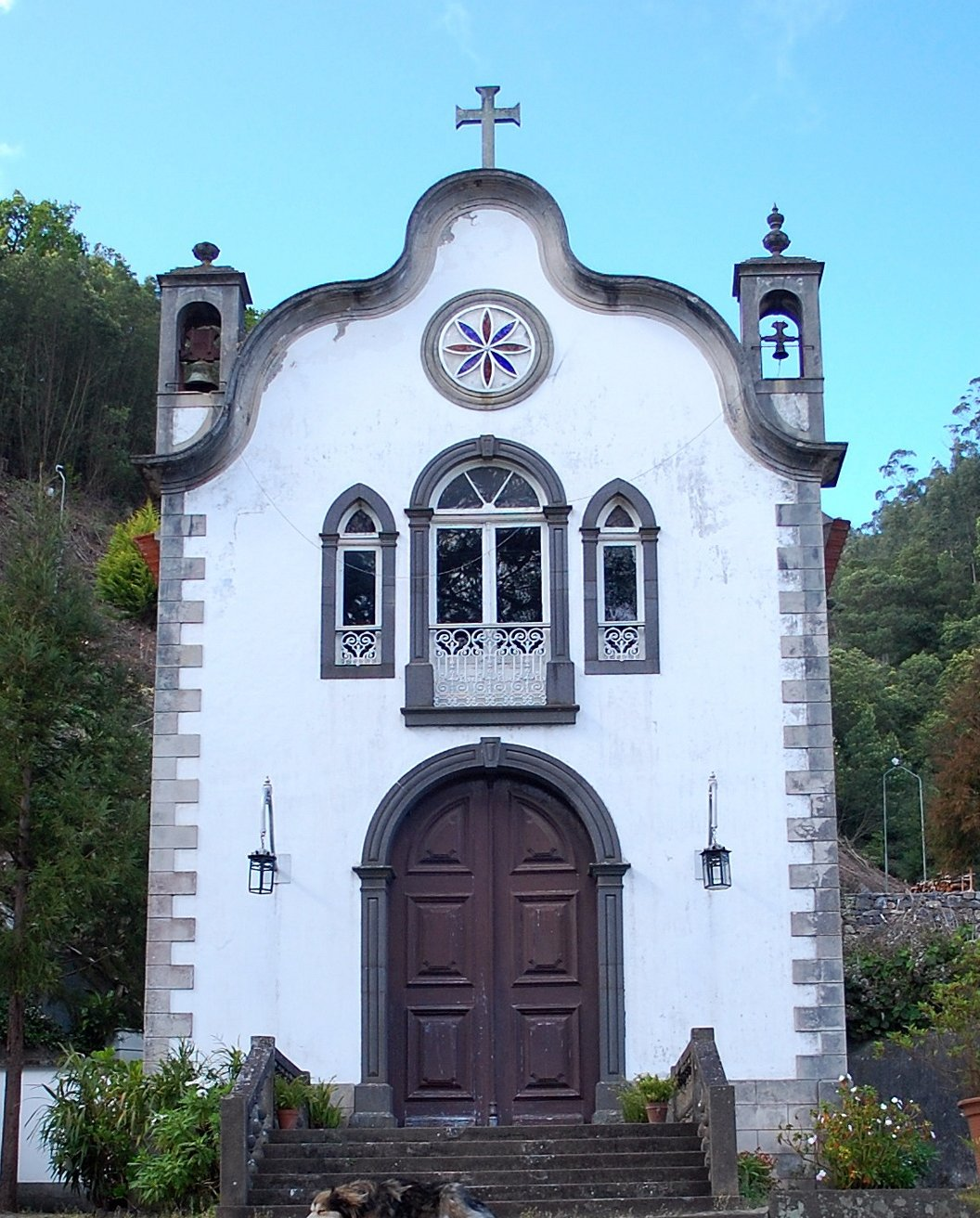
La capella de Nossa Senhora da Conceição, a Babosas, Monte, fou totalment destruïda pel temporal del 2010
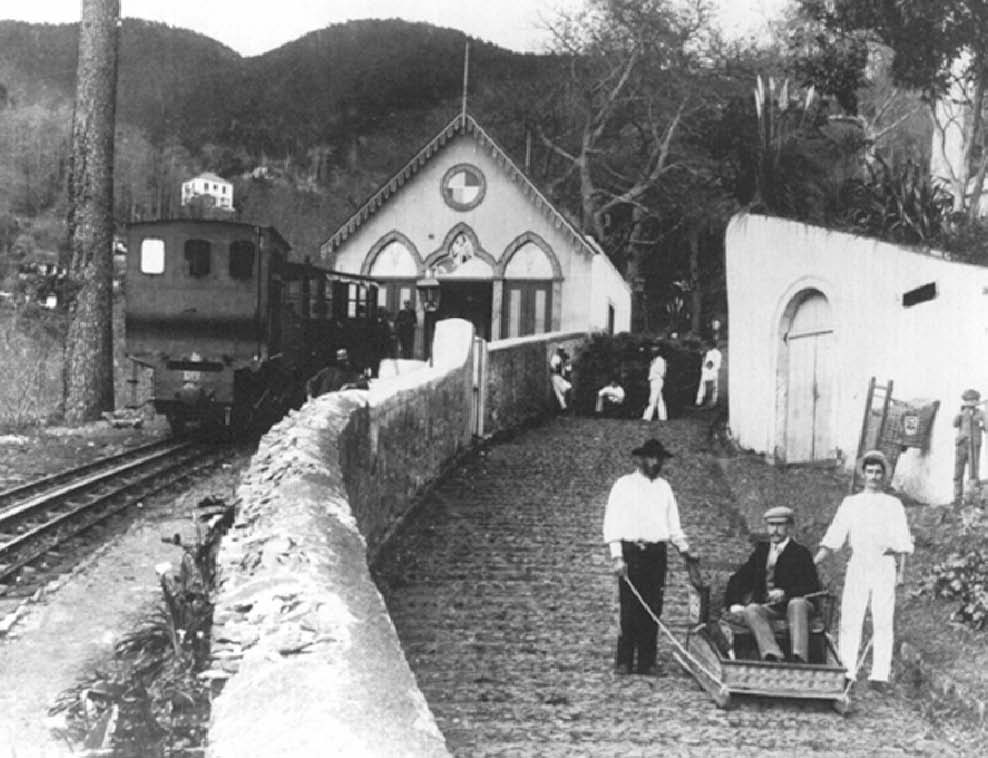
Estació prop de l'Hotel Monte Palace
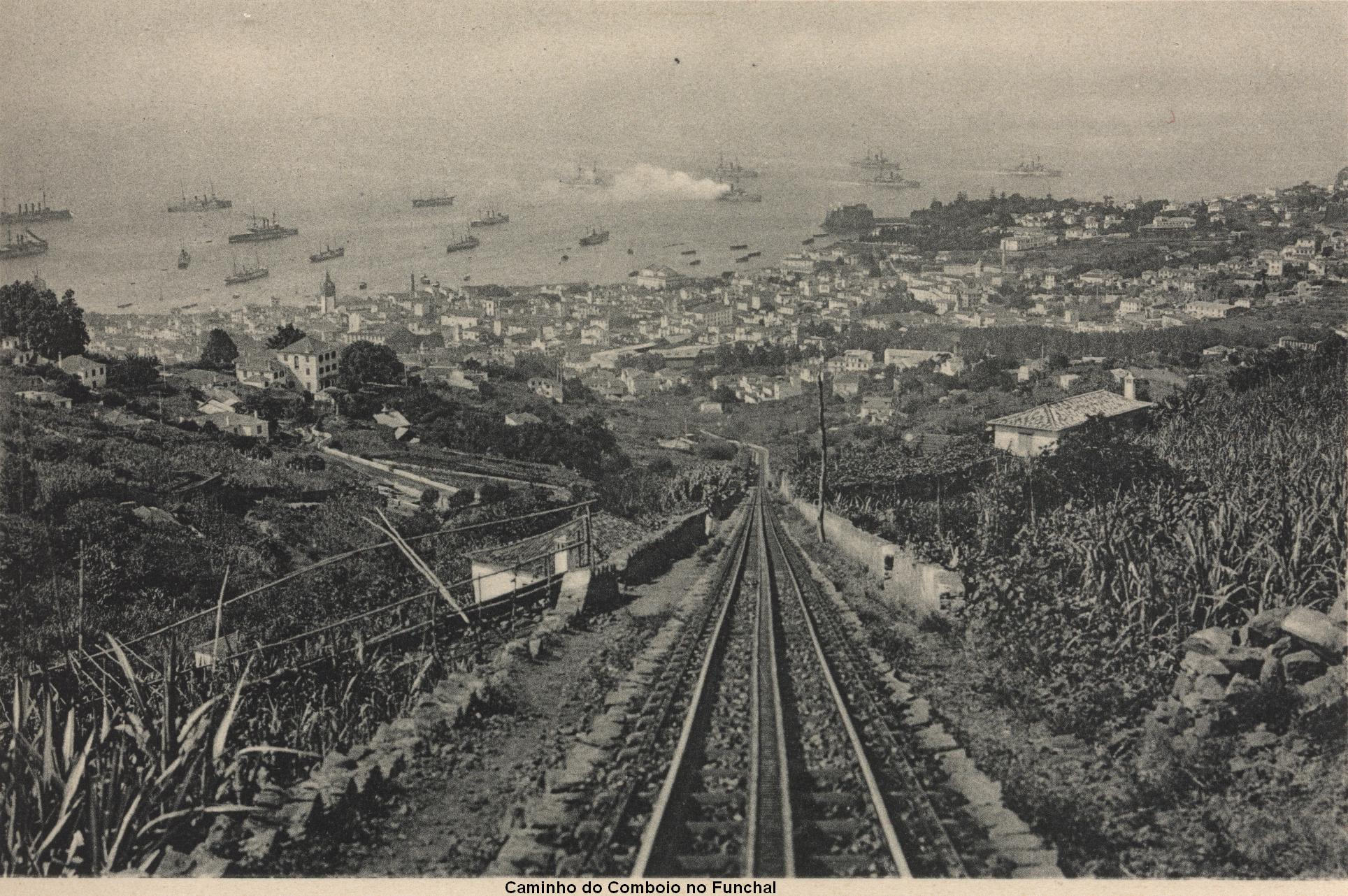
Funchal vist des del ferrocarril que pujava a Monte